# Diego de Astor
Diego de Astor, né à Malines vers 1584 et mort à Madrid en 1650, est un graveur espagnol d'origine flamande du XVIIe siècle, actif à Tolède, élève de Domínikos Theotokópoulos, dit Le Greco.

## Biographie et œuvres
Diego de Astor occupe à partir de janvier 1609 un poste de graveur de la monnaie à Ségovie.
En 1606, Diego de Astor grave sous la direction du Greco, un Saint François agenouillé contemplant un crâne. 
Il a gravé des pages de titre ou des frontispices pour des livres imprimés :
- Mauro Castella Ferrer, Historia del apostol de Jesus Christo Sanctiago Zebedeo patron y capitan general de las Españas, Madrid, 1610[1].
- Pedro Salazar de Mendoza, Monarquia de Espana, Saragosse, 1610[2].

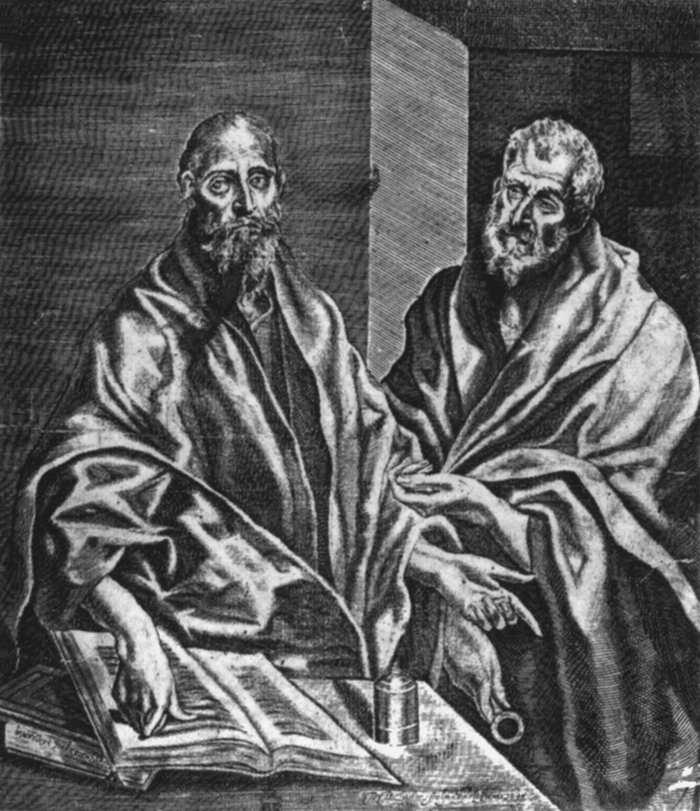
Saint Pierre et Saint Paul d'après une œuvre du Greco